# Cantó de Les Lilas
El cantó de Les Lilas és un antic cantó francès del departament de Sena Saint-Denis, que estava situat al districte de Bobigny. Comptava amb 2 municipis i el cap era Les Lilas.
Al 2015 va desaparèixer i el seu territori va passar a formar part del cantó de Bagnolet.

## Municipis
- Le Pré-Saint-Gervais
- Les Lilas

## Història
| Data d'elecció                           | Identitat           | Partit        | Qualitat |
| ---------------------------------------- | ------------------- | ------------- | -------- |
| 1967-1973                                | Pierre Barbe        | PCF           |          |
| 1973-1979                                | Auguste Rabeyrolles | Divers droite |          |
| 1979-1992                                | Claude Bartolone    | PS            |          |
| 1992-1998                                | Jean-Claude Dupont  | UDF-RAD       |          |
| 1998-2004                                | Martine Legrand     | PS            |          |
| 2004-                                    | Daniel Guiraud      | PS            |          |
| les dades anteriors no són pas conegudes |                     |               |          |
|                                          |                     |               |          |

## Demografia
| A partir de 1990: Població sense dobles comptes |